# Quadra dissimilis
Quadra dissimilis là một loài ruồi trong họ Tachinidae.